# Tuerie de Tonalá
La tuerie de Tonalá est un événement de la guerre contre la drogue au Mexique. Le 27 février 2021, 11 personnes sont tuées dans une attaque à Tonalá, dans l’État de Jalisco.

## Contexte
Tonalá est une ville de l'aire métropolitaine de Guadalajara, située dans l’État de Jalisco, à l'ouest du Mexique. Le Cartel de Jalisco Nouvelle Génération (CJNG), crée en 2009, y est en activités. Le 16 juillet 2011, Martín Arzola Ortega, responsable du CJNG dans cette région est arrêté. En 2013, les autorités trouvent à Tonalá une fosse commune contenant six corps. Le 10 octobre 2020, cinq personnes, dont deux mineurs, sont tuées lors d'une attaque à la grenade dans une ferme de la municipalité de Tonalá,,,,.

## Déroulé
Dans l'après-midi du 27 février 2021, des ouvriers boivent des bières sur un trottoir de Tonalá, dans la rue Rucias Negras, et attendent leur semaine de salaire. Plusieurs hommes armés les prennent alors pour cible depuis deux voitures. Seuls une femme et un mineur survivent, mais sont blessés. Dix des morts sont trouvés à l'extérieur et un mineur est retrouvé mort dans la propriété. Parmi les morts se trouve la personne qui allait payer les travailleurs et son fils,.
132 douilles d'armes longues sont retrouvées sur les lieux de la tuerie.

## Responsables
Le 5 mars 2021, le Cartel de Jalisco Nouvelle Génération publie une vidéo dans laquelle il nie toute implication dans les faits. Il pointe la responsabilité d'un individu surnommé « El Loco », affirmant qu'il aurait fui en direction de l’État d'Aguascalientes. Le CJNG déclare aussi qu'il recherche le responsable.